# عبد الإله الفهد
عبد الإله الفهد لاعب كرة قدم سعودي.

## مسيرة اللاعب
لعب سابقاً في اندية الفيصلي والفيحاء و الشعلة والوشم .

## الحياة الشخصية
عبد الإله هو شقيق كل من اللاعبين باسل الفهد وعبد الله الفهد.

## روابط خارجية
- عبد الإله الفهد على موقع Soccerway.com (الإنجليزية)